# محرك صاروخي

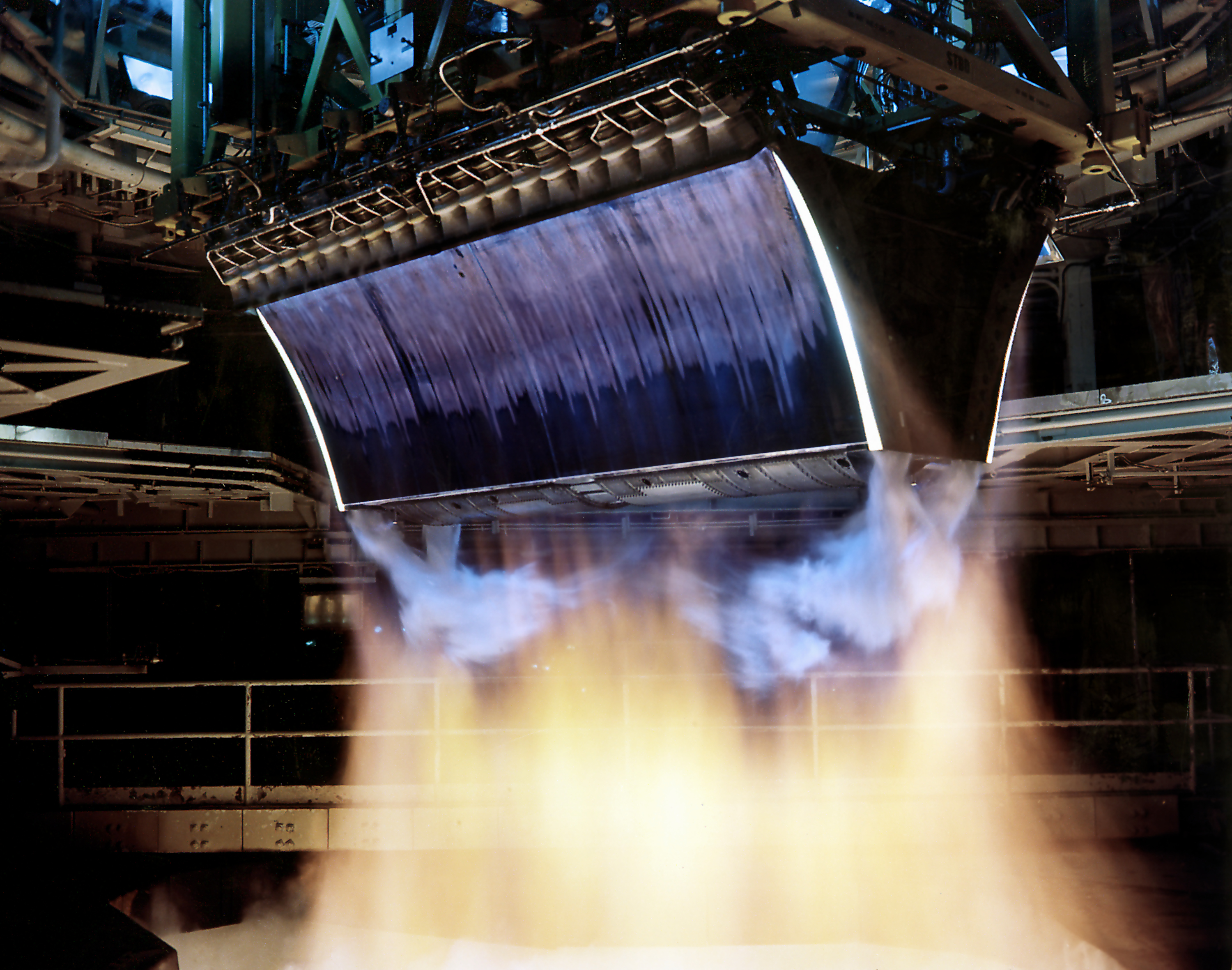
اختبار محرك صاروخي لدى وكالة ناسا للفضاء الأمريكية.

بدأ اختراع المحرك الصاروخي بصورة جدية أثناء الحرب العالمية الثانية في ألمانيا، وبدأ إنتاج الصاروخ فاو-2 (V2) عام 1943 بغرض ضرب لندن والمدن الإنجليزية.

تركيب الصاروخ الألماني فاو-2 V2

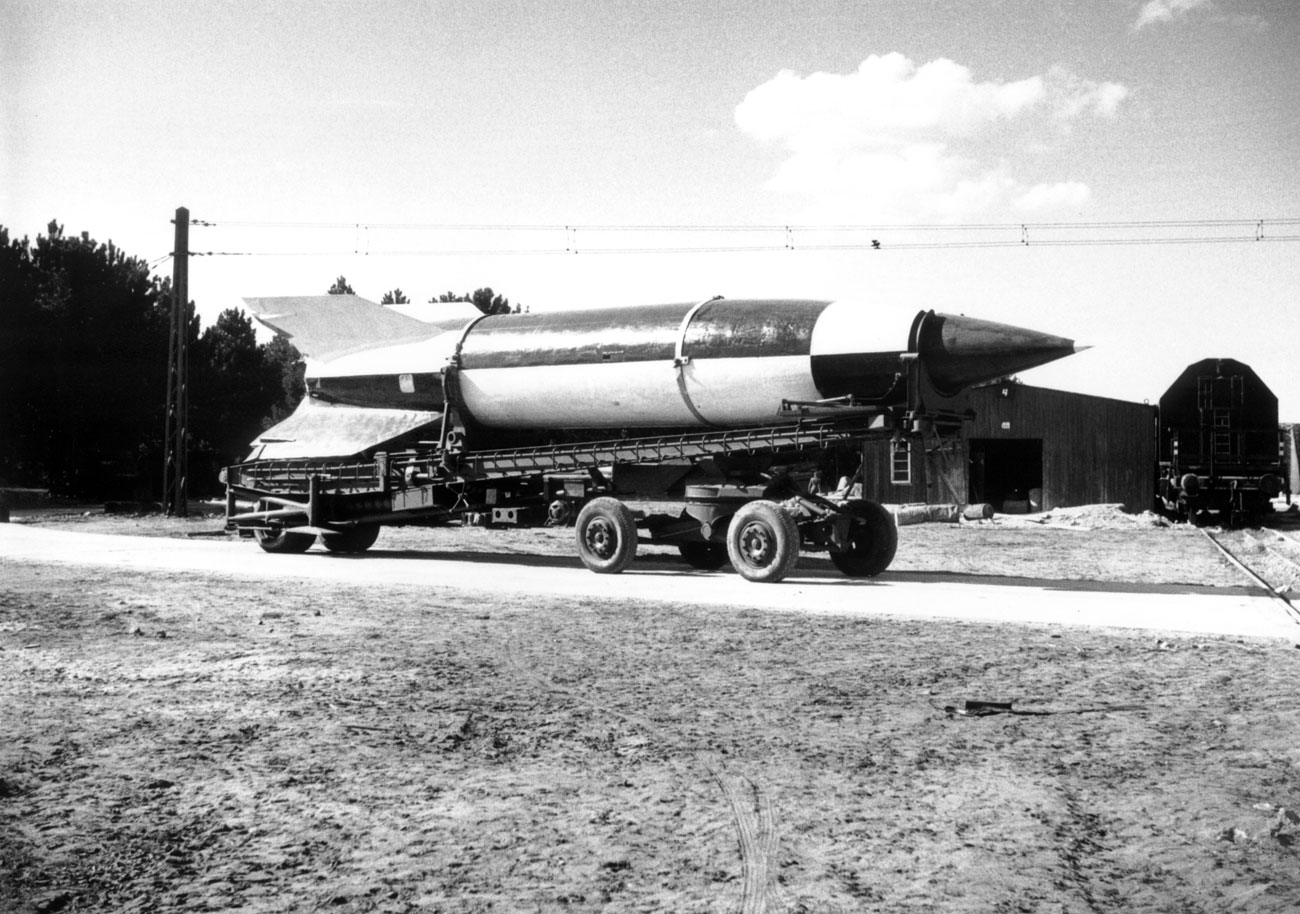
الصاروخ فاو-2 الألماني محمولا على عربة ثقيلة.

وكان مدى الصاروخ (فاو-2) 300 كيلومتر وبوسعه حمل 1000 كيلوجرام من المتفجرات. وكان أقصى ارتفاع وصل إليه 90 كيلومتر. وكان الصاروخ يعمل بمحرك هو غرفة لإحراق الوقود مزودة بمضخة توربينية turbopump، ونظام توجيه. ورغم استخدام الصاروخ في الحرب فلم تستطع ألمانيا من هزيمة أنجلترا وحليفتها الولايات المتحدة التي اشتركت في الحرب عام 1943.

## التقنية
تعتبر معظم المحركات الصاروخية آلات احتراق، حيث يحترق الوقود بواسطة المادة المؤكسدة في غرفة احتراق عند درجة حرارة مرتفعة، ثم خروج الغاز الناتج ذو طاقة حركة عالية من فتحة في مؤخرة الصاروخ تسمي منفث . وتتحول منتجات عملية الإشعال التي تخرج في صورة طاقة حرارية عالية ذات ضغط عال، وتندفع مغادرة غرفة الاحتراق متحولة إلى طاقة حركة تحرك الصاروخ وتسرعه (تعجله) وينشأ الدفع طبقا لظاهرة رد الفعل (ردة الفعل). وهذا طبقا لقانون نيوتن الثالث الذي يقول  لكل فعل رد فعل مساو له في المقدار ومضاد له في الاتجاه.
ويعمل التصميم الخاص للمنفث والذي يسمى بالإنجليزية Nozzle على رفع سرعة خروج الغاز الساخن - فيرفع الدفع - وفي نفس الوقت يعمل على زيادة الضغط في غرفة الاحتراق، فتزيد بذلك كفاءة عملية الاحتراق. ويغلب استعمال نوع من المنفث يسمى منفث لافال Laval Nozzle.
وتتميز المحركات الصاروخية بمعامل الدفع الذاتي الذي يصف كفاءة المحرك بالنسبة بين الدفع وكمية الوقود المستخدم. ومعامل الدفع الذاتي له وحدة متر / ثانية، ويبلغ لمحرك صاروخي يعمل بالوقود السائل نحو 4400 متر /ثانية، بينما يبلغ هذا المعامل نحو 2400 متر في الثانية للمحر ك الصاروخي الذي يعمل بالوقود الصلب.
والصاروخ ذو محرك بالوقود السائل يكون مزودا بخزانين للوقود والمؤكسد، وطلمبات لضخ الوقود والمؤكسد، ونظام للتبريد. ويحرق الصاروخ أثناء طيرانه شيئا فشيئا، وبذلك يخف وزنه إلى أن يحترق الوقود كله مما يعمل على زيادة سرعته وتسريعه. وهذه هي من خصائص الصاروخ الذي يعمل بالوقود السائل أو الوقود الصلب. وهناك أنواع أخرى للمحركات لا تحمل في جعبتها وقودا كثيرا مثل تلك التي تعمل كهربائيا وتستغل الأيونات للدفع. ولكن هذا النوع من الصواريخ (الصغيرة) تستعمل في الفضاء وتحتاج إلى الصواريخ المعتادة لتوصيلها إلى المادارات العليا حول الأرض.
وكان الصاروخ فاو-2 يعمل بمخلوط وقود من الكحول والماء، والمادة المؤكسدة الأكسجين. وكان الوقود والأكسجين يضخان بواسطة مضخات قوية في غرفة الاحتراق الموجودة في قاع الصاروخ. وعند بدء الإشعال الذي يحدث كهربائيا عن طريق إحرق سلك (كما في المصباح الكهربي العادي) أو بوسيلة أخرى. وعند نشوء الاشتعال وتولد الضغط العالي في غرفة الاحتراق، يجب أن يكون ضغط ضخ الوقود في غرفة الاحتراق أعلى من الضغط في الغرفة وإلا توقف الاشتعال. لهذا يعطى لتصميم الطلمبات عناية خاصة.

## محرك الصاروخ ذو الوقود السائل

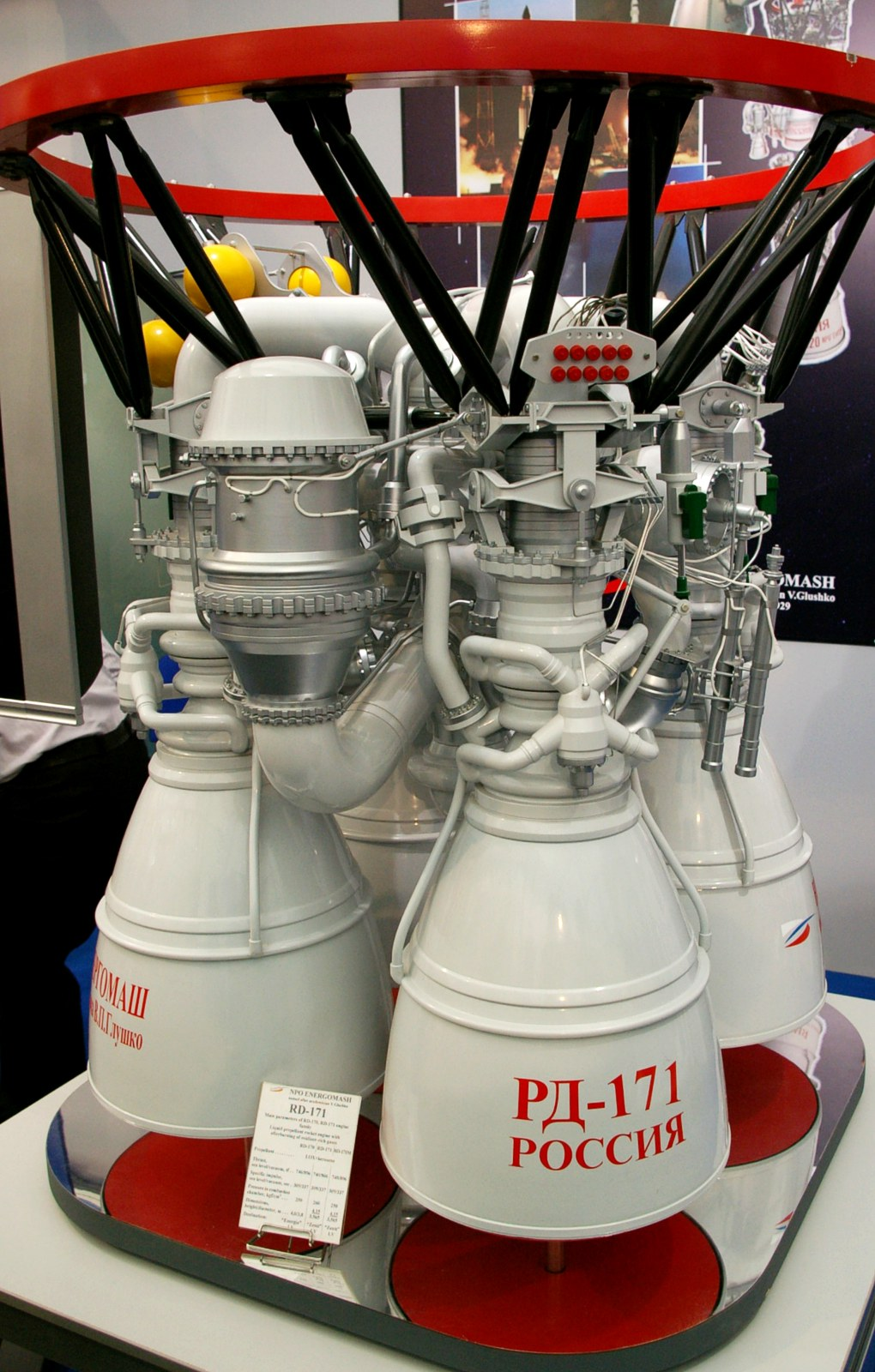
RD-171 (موديل), يعتبر حاليا أقوي محرك صاروخي

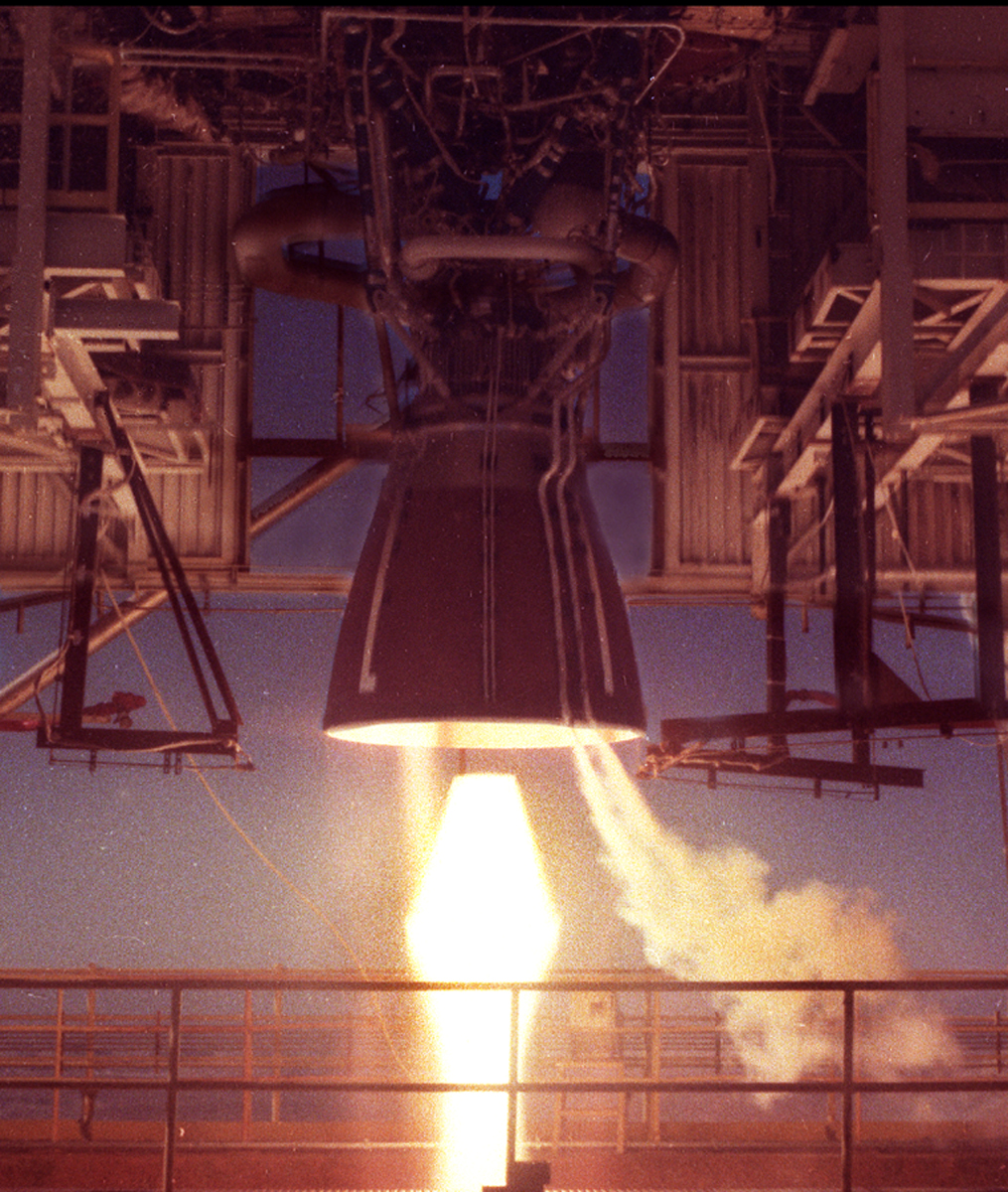
المحرك الصاروخي RS-68 أثناء الاختبار

يمكـّن تصميم المحرك الصاروخي الذي يعمل بالوقود السائل من التحكم في الدفع. ففي هذا النوع من المحركات يخزن الوقود والمؤكسد في خزانين منفصلين. ثم يضغطان إلى غرفة الاحتراق عند الإشعال وخلال مدة الإقلاع والطيران. وهذه الطريقة تسمح ببناء عدة مراحل للصاروخ، تعمل الواحدة تلو الأخرى.
وغالبا ما يكون الوقود المستخدم موادا نشطة كيميائيا وآكلة أو تكون غازات سائلة تحت درجات حرارة منخفضة جدا تحت الصفر المئوي. لهذا تحتاج تلك المواد إلى خزانات معزولة كيميائيا بحيث تتحمل مواد الوقود، وتمنع تفاعله مع جدرانها أو تبخره.
وبسبب ضرورة ضغط الوقود السائل والمؤكسد وضخهما في غرفة الاحتراق فتركيب محرك الوقود السائل أعقد من تركيب الصاروخ ذو محرك يعمل بالوقود الصلب. وتتولد في غرفة الاحتراق درجات حرارة نحو 4200 درجة مئوية مما يستدعي استعمال مواد تتحمل الحرارة العالية لبناء غرفة الاحتراق وما يليها من أجزاء معدنية، مع استخدام طرق للتبريد.
وبالنسبة إلى التبريد فيمكن استخدام المؤكسد والوقود السائلين. فبضغط تلك المواد المسالة الباردة في غرفة الاحتراق تحت ضغط عال يمكن تبريد أجزاءها.

## أنواع الدورات

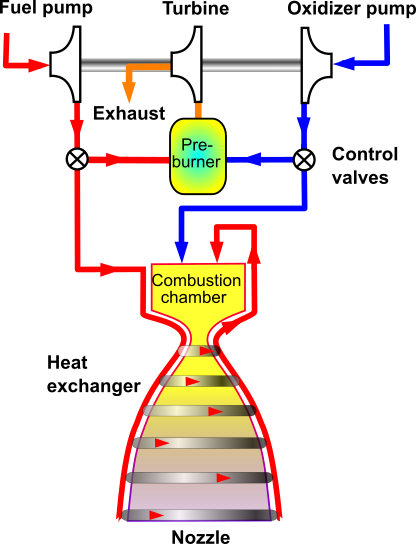
دورة مولد الغاز : يُحرق جزء من الوقود والمؤكسد في غرفة احتراق ابتدائية لتشغيل الطلمبة التوربينية. ويستخدم محرك مولد الغاز عادة الوقود لتبريد المنفث.

نوجد عدة طرق لضخ الوقود السائل إلى غرفة الاحتراق. ولاستعمال الصاروخ تحت الضغط الجوي يستحسن استخدام دورات ذات ضغط عال حيث تحسن من قدرة المنفث nozzle. أما استخدام الصاروخ في الفضاء فلا يستلزم استخدام الطلمبات.
- دورة الضخ Pressure-fed cycle، وفيها يضغط الوقود السائل من الخزان،
- دورة التمدد Expander cycle، وفيها يُسحب الوقود بواسطة طلمبات توربينية وتعمل بواسطة جزء من الحرارة المتولدة في غرفة الاحتراق.
- دورة مولد للغاز Gas-generator cycle، وفيها يُحرق جزء من الوقود في غرفة ابتدائية للاحتراق، وهذه تعمل على تشغيل طلمبة توربينية، ثم يوجه العادم إلى المنفث. وهذا يؤدي إلى فقد قليل في القدرة.
- دورة احتراق مرحلية Staged combustion cycle، وفيها يخرج الضغط العالي من الطلمبة التوربينية لتشغيل مشعل الذي يشغل بدوره الطلمبة التوربينية في دورة منفردة. ويوجه العادم العالي الضغط الخارج من التوربين إلى غرفة الاحتراق الرئيسية، وبذلك توجه الطاقة الناتجة باكملها إلى المنفث بضغطها العال.

## أنواع الوقود السائل
يستخدم الصاروخ ذو محرك الوقود السائل في رحلات الفضاء ونقل الأقمار الصناعية إلى مدارها للدوران حول الأرض. وبعكس الصاروخ ذو الوقود الصلب والتي تزود بمخلوط للوقود جاهز يحتوي على المؤكسد، يخزن الوقود السائل والمؤكسد في خزانين منفصلين، ثم تقوم طلمبات توربينية بضخهما أو بوساطة غاز مضغوط وخلطهما في غرفة الاحتراق عند الإقلاع.
وعادة يستعمل الكيروسين والهيدرازين ومشتقاته أو الهيدروجين السائل. ويكون المؤكسد عادة أكسجين سائل، وعند استخدام الهيدرازين أو مشتقاته كوقود يستخدم معه رابع أكسيد النيتروجين كمادة مؤكسدة.
وحاليا يستخدم الأكسجين والهيدروجين السائلين (LOX/LH2) كوقود.
وبحسب الوقود المستخدم يمكن أن تصل درجة الحرارة في غرفة الاحتراق إلى 4200 درجة مئوية.